# Nymphidium menalcus
Nymphidium menalcus is een vlindersoort uit de familie van de prachtvlinders (Riodinidae), onderfamilie Riodininae.
Nymphidium menalcus werd in 1782 beschreven door Stoll.